# ائرولاینس سوسا
ائرولاینس سوسا (به انگلیسی: Aerolíneas Sosa) یک شرکت هواپیمایی با کد یاتا P4 است که در تاریخ ۱۹۸۴ میلادی تأسیس شده است.
دفتر مرکزی ائرولاینس سوسا در هندوراس واقع شده‌است و به ۸ مقصد، پرواز مستقیم انجام می‌دهد.

## مقصدهای پروازی
- Brus Laguna (BHG) – Brus Laguna Airport
- Guanaja (GJA) – فرودگاه گوآناخا
- گواتمالا (GUA) – فرودگاه بین‌المللی لا آررا
- لا سیبا (LCE) – فرودگاه بین‌المللی گلسون
- Puerto Lempira (PEU) – Puerto Lempira Airport
- Roatán (RTB) – فرودگاه بین‌المللی خوآن مانوئل گالوس
- سن پدرو سولا (SAP) – فرودگاه بین‌المللی رامون ویلدا مورالس
- تگوسیگالپا (TGU) – فرودگاه بین‌المللی تونکنتین
- Útila (UII) – Útila Airport